# NGC 496
NGC 496 je galaksija u zviježđu Ribe.

## Vanjske poveznice
- SEDS: NGC 496